# Henri Lafont
Henri Lafont, pseudonimo di Henri Chamberlin (Parigi, 22 aprile 1902 – Arcueil, 26 dicembre 1944), è stato un criminale francese che ha guidò La Carlingue, ausiliari francesi dei servizi di sicurezza nazisti, durante l'occupazione tedesca della Francia nella seconda guerra mondiale..

## Biografia

### Gioventù
Nato da una famiglia del sottoproletariato parigino, il padre morì quando lui era appena undicenne, la madre invece lo abbandonò il giorno del funerale del marito, nel 1912. Abbandonato a se stesso, iniziò a frequentare le strade del quartiere delle Halles, dove svolse diversi lavori, dal manovale al corriere.
Nel 1919 fu condannato al riformatorio fino alla maggiore età per aver rubato una bicicletta. Al suo rilascio, fu arruolato nel 39° reggimento dei Tirailleurs algériens. Tornato alla vita civile due anni dopo, fu condannato a due anni di reclusione e a dieci anni di interdizione per ricettazione di automobili. Il 26 aprile 1926 sposò nel carcere di Aix-en-Provence Arzia Rebecchi, dalla quale ebbe due figli, Pierre e Henriette.
Uscito dal carcere, si stabilì a Saint-Jean-de-Maurienne, dove trova lavoro. Dopo aver rubato 2.000 franchi dal registratore di cassa del negozio in cui lavorava, fu mandato nella colonia penale di Caienna, nella Guiana francese, da dove però evase. Per sfuggire alle ricerche cambiò più volte nome facendosi chiamare Norman e poi Lafont.

## Seconda guerra mondiale

### Lafont a Parigi
All'inizio del 1940, Chamberlin gestì un'officina Simca a Porte des Lilas a Parigi sotto il falso nome di Henri Lafont. Grazie a questo nuovo lavoro riuscì a stringere numerosi contatti con agenti di polizia. A marzo riuscì a diventare direttore della mensa dell'Amicale de la Préfecture de Police. Tentò poi di arruolarsi nell'esercito, ma fu scoperto e rischiò l'arresto. Si arruolò quindi nella brigata dei “volontari della morte”, un'unità dove c'era poco interesse per il passato delle reclute. Tuttavia questa brigata fu sciolta due mesi dopo. Fu arrestato a Parigi per insubordinazione (diserzione). Nel giugno 1940 fu rinchiuso nella prigione di Cherche-Midi e poi, in seguito all'avanzata della Wehrmacht, nel campo di Cepoy. Lì incontrò due spie tedesche e un cittadino svizzero, che erano stati internati al momento della dichiarazione di guerra e con i quali fuggì.
Chamberlin tornò a Parigi, ormai occupata dai tedeschi, con i suoi compagni di fuga e fu rapidamente reclutato da loro, tutti e tre membri dell'Abwehr.

### La collaborazione con i nazisti
L'agente Max Stocklin lo sistemò in rue Tiquetonne in un ufficio acquisti della Wehrmacht, un ufficio incaricato di requisire delle ricchezze francesi, che fungeva anche da forza di polizia di basso livello. Comprava ogni tipo di merce, dai vestiti ai mobili e ai prodotti alimentari. Aprì un secondo ufficio in rue Cadet e un terzo in rue du Faubourg-Saint-Antoine. Svolge un ruolo utile e viene notato da Hermann Brandl, agente speciale dell'Abwehr, e dal capitano Wilhem Radecke della Wehrmacht. L'ufficiò fu trasferito due volte; infine fu sistemato al 93 di rue Lauriston. 
Nel luglio 1940 Lafont, assieme a Radecke, reclutò ventisette delinquenti nella prigione di Fresnes. Il colonnello Reile, superiore di Brandl e Radecke, ordinò l'arresto di Lafont quando seppe che i prigionieri erano stati rilasciati.
Radecke avvertì Lafont e gli suggerì di trovare uno dei leader della resistenza antinazista, il belga Lambrecht, che era ricercato dall'Abwehr e la cui cattura gli avrebbe fatto guadagnare il favore delle autorità tedesche. Lafont arrestò Lambrecht nella Zona Libera e, con l'aiuto di Robert “le fantassin”, de Hirbes “la rigole” e Estebéteguy “Adrien la main froide” o “Adrien le Basque” (che avrebbe finito i suoi giorni nelle caldaie del dottor Petiot), lo portò al quartier generale della Gestapo a Parigi, legato mani e piedi nel bagagliaio della sua auto. Lì lo torturò con le sue stesse mani. Il risultato fu lo smantellamento della rete di controspionaggio belga e l'arresto di 600 persone. 
Lafont entrò nella polizia tedesca con il numero 6474 R6. La sua banda era composta da un centinaio di membri permanenti su cui regnava sovrano e che godevano di un'impunità quasi totale. Istituì un sistema di sanzioni per chi infrangeva le regole, che andavano dalle multe alla pena di morte. La banda era composta da gangster e altri delinquenti, oltre che da poliziotti corrotti, il più noto dei quali, l'ex “primo poliziotto di Francia” Pierre Bonny, divenne il secondo in comando di Lafont.

### La spedizione in Algeria
Verso la fine del 1940, Brandl chiese a Lafont di inviare un ufficiale di collegamento in Nord Africa per installare un trasmettitore clandestino per comunicare con i servizi tedeschi. Lafont si installò con la sua squadra a Capo Doumia, vicino ad Algeri. Ma due dei suoi complici furono arrestati dalla polizia e la missione fallì. Lafont fu condannato a morte in contumacia.

### Le razzie e le torture
I tedeschi usarono la banda Bonny-Lafont per cercare di annientare la Resistenza, e si dimostrò estremamente efficace. Le torture durante gli interrogatori erano all'ordine del giorno: strappamenti delle unghie, limatura dei denti, nervate, pugni, calci, bruciature con sigarette o lampade da saldatura, nonché scosse da vasca da bagno o elettriche.
Si dice che gli uomini della banda abbiano anche eseguito omicidi ordinati dai tedeschi.
Nel 1942, la “Carlingue” passò sotto l'autorità della Gestapo. Lafont fece di tutto per compiacere i suoi nuovi superiori, in particolare regalando una sontuosa Bentley come regalo di nozze a Helmut Knochen, il vice di Heydrich incaricato di istituire la polizia segreta in Francia. All'inizio del 1942, stipulò un accordo con il Devisenschutzkommando (DSK) (Distaccamento per la custodia della valuta), con sede al numero 5 di rue Pillet-Will, che si occupava di valuta e della lotta, molto redditizia, contro il mercato nero. Guadagnava fino al 20% di commissione sul traffico.
Il suo metodo consisteva nell'entrare nella buona società, ottenere la fiducia dei suoi contatti e concentrarsi su persone in difficoltà che vogliono nascondere denaro in Svizzera o ottenere pass. Durante l'incontro, i membri della squadra estraggono le carte della polizia tedesca o francese e sottraggono valuta, oro e mobili a prezzi stracciati. Nel caso degli ebrei, tutto veniva confiscato e venivano portati all'SD di Avenue Foch. Furono commessi anche numerosi furti con scasso, con il pretesto di “perquisizioni”. I tesori venivano accumulati in rue Lauriston; un giorno del dicembre 1942, Lafont condivise il bottino dell'ex ambasciata americana, costituito da stoviglie di lusso, con i principali comandanti tedeschi a Parigi.
Lafont conduceva una vita agiata, godendo di essere avvicinato da persone importanti. Organizzava molte serate mondane in cui moltiplicava i suoi contatti e diventava indispensabile grazie ai favori che distribuiva. Per intrattenere i suoi capi, li portava nei grandi cabaret e locali notturni della capitale, tra cui l'One-Two-Two. Avendo ottenuto la nazionalità tedesca con il grado di capitano, girava per i locali notturni parigini, che anche la sua banda saccheggiava, indossando uniformi tedesche, cosa che non piaceva ai servizi segreti della Wehrmacht.
Tra i frequentatori abituali del “93” c'erano il prefetto di polizia Amédée Bussière, il giornalista Jean Luchaire, l'attrice Yvette Lebon e sua figlia e molte donne note come “contesse della Gestapo”. Lafont dava del tu a Pierre Laval9. I suoi rapporti con altri collaborazionisti, come Fernand de Brinon, erano piuttosto scarsi.
Nel 1943, la banda inflisse pesanti perdite alla rete della Défense de la France, con circa sessanta membri arrestati. Tuttavia, il movimento partigiano sopravvisse al colpo. Tra gli arrestati c'era Geneviève de Gaulle, nipote del generale, arrestata il 20 luglio 1943 dall'ex ispettore Bonny.
A Parigi esistevano altri gruppi della Gestapo, con i quali la banda Lafont-Bonny lottava per il potere, come la “banda dei Còrsi” e la “Gestapo di Neuilly” guidata da Frédéric Martin alias Rudy de Mérode, un tempo associato a Gédéon van Houten. La banda di Lafont, con l'appoggio della Gestapo tedesca che ne apprezzava la particolare efficacia contro i partigiani, riuscì però a farli allontanare dalla capitale.
All'inizio del 1944, Henri Lafont si considerava un leader di guerra e propose e creò la Brigata Nordafricana, composta principalmente da uomini provenienti dal Nord Africa, con il nazionalista algerino Mohamed el-Maadi (ex ufficiale francese e membro della Cagoule).
Indossando le uniformi della milice, la brigata partecipò ai combattimenti in alcune delle regioni più interne della Francia, contro i movimenti partigiani locali come il Maquis du Limousi. Tre sezioni del reparto di Lafont parteciparono ai combattimenti contro il Maquis de Corrèze, in particolare a Tulle. Nella cittadina, già duramente colpita dopo il massacro, compiuto dalla 2. SS-Panzer-Division "Das Reich" al comando di Heinz Lammerding il 9 giugno 1944, si moltiplicarono arresti e abusi. Poi nel Périgord, nel dipartimento della Dordogna (una sezione), con il massacro di 52 ostaggi a Mussidan, a Sainte-Marie-de-Chignac, dove furono giustiziati 23 ostaggi, o in una cava dismessa vicino a Brantôme, dove furono fucilati 26 ostaggi, tra cui il partigiano Georges Dumas, sotto il comando di Alexandre Villaplane, e ancora in Franca Contea (una sezione). La legione fu sciolta nel luglio 1944, quando le truppe si dispersero. Alcuni degli ex membri seguirono Mohamed el-Maadi in Germania e altri si unirono alla Indische Freiwilligen Legion der Waffen-SS.

### Epilogo

#### Fuga e arresto
Nell'agosto 1944, i collaborazionisti fuggono da Parigi per la Germania, riparando a Sigmaringen, Baden-Baden e Steinhorst.
Lafont si trasferì nella sua fattoria di Les Baslins a Bazoches-sur-le-Betz, nel Loiret, lasciando i locali di rue Lauriston abbandonati, ma chiedendo a Bonny di distruggere i documenti. L'uomo era accompagnato dalla sua amante, dai suoi due figli e da Bonny e famiglia. Tutti intendevano aspettare che la situazione tornasse alla normalità prima di fuggire in Spagna e recuperare parte del bottino accumulato. Le FFI locali, ignare della loro identità, requisirono le loro auto, una Bentley e una Jaguar.
Questo imprevisto costrinse Lafont a inviare il figlio di Bonny a Parigi in bicicletta per ottenere la restituzione delle auto da Joseph Joanovici. Quest'ultimo, noto come “il miliardario straccivendolo”, era un agente del Komintern e della Gestapo e un sostenitore del movimento partigiano Honneur de la Police. Joanovici consegnò Lafont e la sua banda all'ispettore Morin e gli indicò la fattoria. La mattina del 30 agosto 1944, la fattoria fu circondata e Lafont e i suoi soci furono arrestati senza opporre resistenza. Furono sequestrati cinque milioni di franchi in contanti, gioielli, armi e documenti.

#### Processo
Bonny e Lafont, furono interrogati alla Conciergerie. Davanti al giudice istruttore, Bonny confessò tutto e fece più di mille nomi coinvolti nell'“affare di rue Lauriston”. Un'ondata di panico si diffuse per tutta Parigi, soprattutto dopo la rivelazione di un mercato nero di falsi certificati della Resistenza.
Il processo iniziò il 1º dicembre 1944 e terminò l'11 dicembre successivo. Alcune persone testimoniarono a favore di Lafont per i servizi resi, tra cui alcuni membri della Resistenza verso i quali era stato clemente o a cui aveva salvato la famiglia. La polizia trovò 2,5 milioni di franchi in banconote di piccolo taglio in un bidone della biancheria sporca nella fattoria.
Entrambi furono condannati a morte. Durante il verdetto, Pierre Bonny dovette essere sostenuto dai gendarmi, mentre Lafont era sorridente e molto rilassato. Lafont fu fucilato al forte di Montrouge la mattina del 26 dicembre 1944.